# Immunofluorescenza
L'immunofluorescenza è una delle tecniche più usate tra le reazioni sierologiche, di fondamentale importanza in microbiologia, immunologia, o comunque nel laboratorio biomedico, per rilevare in un certo campione la presenza di specifici antigeni o anticorpi ignoti la cui controparte nota (quella a disposizione del ricercatore o laboratorista) è variamente legata a un marcatore. Il marcatore è un fluorocromo, ovvero un colorante che assorbendo onde ad alta frequenza (ultravioletti) emette nel visibile. Il fluorocromo più impiegato è l'isotiocianato di fluoresceina (o semplicemente fluoresceina) che assorbendo raggi ultravioletti, dunque con l'ausilio di un microscopio illuminato da una fonte adatta, emette luce verde. Esistono due principali metodiche che utilizzano il principio dell'immunofluorescenza, quella diretta e quella indiretta.

## Immunofluorescenza diretta (IFD)
Quando viene cercato un antigene corpuscolato ignoto (batterio, cellula, …), va fissato con apposite metodiche l'antigene al vetrino (o pozzetto), poi vanno messi a contatto i presunti anticorpi specifici marcati con fluoresceina. Si lascia a contatto per il tempo necessario all'interazione antigene-anticorpo, In questo modo gli anticorpi fluorescenti non legati verranno eliminati. Se al microscopio vengono visualizzati corpuscoli fluorescenti (verdi brillanti), su uno sfondo scuro e incolore, significa che l'antisiero (il siero contenente anticorpi fluorescenti) è specifico per quell'antigene. Si avrà quindi risultato positivo.
Tale tecnica non permette invece di ricercare anticorpi specifici in un siero prelevato da un soggetto. A tal fine viene, invece, in aiuto l'immunofluorescenza indiretta.

## Immunofluorescenza indiretta (IFI)
L’immunofluorescenza indiretta può essere usata per ricercare un antigene o un anticorpo ignoto.
Nella ricerca dell'anticorpo ignoto (Ab?), deve essere messo il siero in esame a contatto con antigeni noti (Ag) fissati a un vetrino. Si formerà l'eventuale immunocomplesso primario. Quindi va aggiunto un antisiero anti-immunoglobuline, della specie da cui proviene il siero in esame, marcato con fluoresceina (AbIg II*), se nel preparato sono rimasti anticorpi dopo il primo lavaggio, si avrà la formazione di un immunocomplesso secondario. Se osservando il preparato all'ultravioletto si nota una fluorescenza significa che l'anticorpo ricercato è specifico per l'antigene a noi noto.
I vantaggi della tecnica indiretta sono vari. Primo fra tutti la necessità di usare un solo tipo di anticorpi marcati con fluoresceina, cioè quelli anti-immunoglobuline, i quali vengono prodotti industrialmente e acquistati dai laboratori. La ricerca diretta, se fosse applicata sempre, prevedrebbe che ogni laboratorio si dotasse di centinaia di antisieri specifici fluorescenti, risultando in un costo spropositato. Altro vantaggio risulta il fatto che a ogni anticorpo primario "nudo", legato all'antigene fissato, si leghino (alle porzioni costanti Fc dell'Ab I) più anticorpi secondari marcati, risultando così in un'amplificazione della luminosità.